# Новосретенка
Новосретенка (рос. Новосретенка) — село Бичурського району, Бурятії Росії. Входить до складу Сільського поселення Новосретенське.
Населення — 573 особи (2015 рік).